# Federación andorrana de basquetbol
La FAB (por sus siglas en catalán "Federació Andorrana de Basquetbol") es el organismo que rige las competiciones de clubes y la Selección nacional de Andorra. Pertenece a la asociación continental FIBA Europa.

## Registros
- 8 Clubes Registrados.
- 144 Jugadoras Autorizadas
- 291 Jugadores Autorizados
- 180 Jugadores NoAutorizados

## Clubes de Primera División (Masculino)
- BC Andorra
- BC Encamp
- BC Escaldes-Engordany
- BC La Massana
- BC Principat-Estudiants
- CE Janer
- CE Sant Ermengol
- CE Sant Julià

## Clubes de Primera División (Femenino)
- BC Andorra
- BC Encamp
- BC Escaldes-Engordany
- BC La Massana
- BC Principat-Estudiants
- CE Janer
- CE Sant Ermengol
- CE Sant Julià